# Высшая школа химической технологии
Высшая школа химической технологии (чеш. Vysoká škola chemicko-technologická v Praze (VŠCHT)) — крупнейшее в Чехии высшее учебное заведение в области химической промышленности. Высшая школа была выделена из состава Чешского технического университета в 1952 году и с момента своего основания остается одним из основных центральноевропейских исследовательских центров c 200-летним опытом подготовки специалистов в области химии. ВШХТ — один из 28 государственных чешских вузов. Школа входит в Ассоциацию университетов Европы, Европейскую Федерацию Национальных Инженерных Ассоциаций (FEANI) и Международное Сообщество Инженерного Образования (IGIP).

## История
История вуза уходит корнями в далекое прошлое, когда химия как отдельная наука только начала зарождаться на территории Богемии. Стремительное развитие промышленности в XVIII столетии, а также многочисленные технические открытия стали причиной основания пражского политехникума, в котором 10 ноября 1806 года началось обучение студентов на двух отделениях: математическом и химическом. На химическом отделении, наряду с общей химией, изучалась и практическая химия, направленная на производство стекла, железа, текстиля и красок. Постепенно специализация учебного заведения расширялась, вуз начал готовить специалистов по пивоварению, производству сахара, а также специалистов в области аналитической химии, химического анализа материалов и технического топлива и т. д.
В XIX столетии на развитие химии в пражском политехникуме повлиял ряд знаменитых деятелей науки. Основы технической химии в Чехии возникли благодаря всемирно известному профессору Карлу Августину Неуманну (1771—1861), профессору Карлу Наполеону Валлингу (1805—1868) а также, например, автору первого чешского учебника по химии для вузов и создателю принципа чешской химической терминологии Войтеху Шафаржику.
В 1920 году после реорганизации пражского политехникума в нём была обособлена Высшая школа химико-технологической инженерии как одна из семи школ Чешского технического университета в Праге. Первым чешским профессором химии стал Ян Станек. Уровень химического образования в конце XIX столетия был очень высок и в первой половине XX века выдающийся чешский химик Эмиль Воточек приобрел всемирную известность. Его имя сейчас носит стипендия (чеш. Votočkovo stipendium) и медаль (чеш. Votočkova medaile), которой ВШХТ награждает выдающихся студентов и специалистов в области химии. Из состава ЧВУТ Высшая школа химической технологии вышла в 1952 году.

## Логотип
Логотип университета, который в 2003 году предложил Ярослав Пекарек, представляет собой красный квадрат с белой ретортой, которая символизирует химию. Таким образом, в логотипе была отражена идея совместить деятельность древних алхимиков и динамичное развитие исследований в области этой науки в наше время.

## Факультеты
В состав ВШХТ входит 4 факультета, — химической технологии, охраны окружающей среды, пищевой промышленности и биохимии, химической инженерии, на которых имеется 29 кафедр.